# أليكس هاردي
أليكس هاردي (بالإنجليزية: Alex Hardy)‏ هو لاعب كرة قاعدة أمريكي، ولد في 29 سبتمبر 1877 في تورونتو في كندا، وتوفي في 22 أبريل 1940.

## وصلات خارجية
- أليكس هاردي على موقعبيزبول رفرنس.كوم (الدوري الرئيسي) (الإنجليزية)
- أليكس هاردي على موقعبيزبول رفرنس.كوم (الدوري الثانوي) (الإنجليزية)